# Конституційний референдум в Італії (2016)
Конституційний референдум 2016 року в Італії відбувся 4 грудня. На референдум винесено питання про схвалення законопроєкту щодо зміни Конституції Італії, в результаті якого кардинально змінюється політична система країни: змінюється порядок формування Сенату, скорочується його чисельність, зменшуються функції і повноваження, скорочується фінансування.
Конституційний законопроєкт, запропонований у 2014 році прем'єр-міністром Маттео Ренці і його лівоцентристською Демократичною партією, після прийняття в першому читанні 13 жовтня 2015 року (Сенат) і 11 січня 2016 року (палата депутатів) був остаточно прийнятий 20 січня (Сенат) і 12 квітня 2016 року (палата депутатів). Але для негайного прийняття не вистачило кваліфікованої більшості у дві третини. Відповідно до статті 138 Конституції Італії, щоб стати законом, законопроєкт має бути підтриманий на референдумі.
Проти реформи національного парламенту проголосували близько 60 %, за неї — не більше 40 %.
Це був третій конституційний референдум в Італії з моменту прийняття конституції 1947 році (попередні були у 2001 і 2006 роках).
5 грудня 2016 року Голова Ради міністрів Італії Маттео Ренці визнав поразку на референдумі про парламентську реформу та оголосив про відставку.

## Суть змін
Передбачається «Сенат Республіки» перетворити в «Сенат регіонів» — основою для формування стануть регіональні радники і мери. При цьому чисельність скоротиться з 315 до 100 осіб (21 мер, 74 регіональні радники і ще 5 сенаторів, призначуваних главою держави терміном на 7 років).
Сенат буде володіти законодавчою владою лише з питань реформ та внесення змін до Конституції. З решти питань Сенат зможе лише давати рекомендації палаті депутатів Італії.
У результаті реформи зменшаться повноваження регіонів країни: питання енергетики, стратегічної інфраструктури та оборони будуть вирішуватися безпосередньо прем'єр-міністром. Крім того, на прохання уряду за необхідності «захисту юридичної та економічної єдності Республіки або її національних інтересів», палата депутатів зможе затверджувати закони, що регламентують питання, які входять до компетенції регіональної влади.
Зміниться порядок організації проведення референдумів (потрібно 800 000 підписів виборців замість 500 000) та пропозиції до проєкту закону з боку виборців (150 000 підписів замість 50 000).

## Критика
Прем'єр-міністр Ренці був звинувачений у недемократичності та авторитаризмі за пропозицію цієї реформи багатьма фахівцями з конституційного права та політиками, зокрема Стефано Родота й Фаусто Бертінотті. Критики також зазначали, що реформований Сенат не зміг би адекватно представляти інтереси регіонів, оскільки новий порядок призначення сенаторів сприяв би представництву політичних партій, а не представнику місцевих інтересів. І загалом реформа критикувалася за ослаблення демократичного представництва.

## Значення
Видання Business Insider вважає, що результати референдуму в Італії можуть зруйнувати Євросоюз. Якщо італійці проголосують «за» — прем'єр-міністру країни Маттео Ренці, можливо, вдасться стабілізувати діяльність уряду і проштовхнути закони, спрямовані на підвищення економічної конкурентоспроможності Італії. Голосування «проти» з високою ймовірністю зруйнує уряд Ренці, що спричинить політичний хаос. Сама по собі політична нестабільність для Італії не є екстраординарною подією, але зараз вона накладається на величезні проблеми в національному банківському секторі. Тільки в одного банку Monte Paschi — найстарішого у світі — приблизно на 47 млрд євро прострочених кредитів, на що змушений звертати увагу навіть Європейський центральний банк. Сума «поганих кредитів» по всім італійським банкам сягає 300 млрд євро, а держборг досяг позначки 140 % від ВВП. Економіка Італії традиційно вважається відносно слабкою, без великого корпоративного капіталу, сильно залежить від грошових вливань Європейського центробанку. Виникнення політичної нестабільності в нинішніх умовах може спровокувати банківська криза, який може призвести до банкрутства великої кількості дрібних фірм, що становлять основу італійської економіки.
Водночас значна частина противників реформи виступає проти порятунку приватних банків за рахунок платників податків.

## Опитування громадської думки

Результати опитувань.
Так
Ні
Не визначився